# لوکا مانیرو (بازیکن فوتبال، زاده ۱۹۹۸)
لوکا مانیرو (انگلیسی: Luca Maniero؛ زادهٔ ۱۱ ژوئیهٔ ۱۹۹۸) بازیکن فوتبال است.
از باشگاه‌هایی که در آن بازی کرده‌است می‌توان به باشگاه فوتبال چیتادلا اشاره کرد.